# Seenotrettungsstation Wangerooge
Die Seenotrettungsstation Wangerooge ist ein Stützpunkt der Deutschen Gesellschaft zur Rettung Schiffbrüchiger (DGzRS). Bei einem Seenotfall müssen die freiwilligen Helfer von Wangerooge aus dem Ort zum Hafen am Südwestende der Insel fahren, wo für sie ein Seenotrettungsboot (SRB) bereit liegt. Im Regelfall erfolgt die Alarmierung durch die Zentrale der DGzRS in Bremen, wo die Rettungsleitstelle See (MRCC Bremen) ständig alle Alarmierungswege für die Seenotrettung überwacht.

## Einsatzgebiet und Zusammenarbeit
Das Revier der Retter ist das Wattengebiet zwischen den Inseln Spiekeroog und Wangerooge bis zum Fährhafen Harlesiel am Festland. Das Gebiet ist gekennzeichnet von Fähr- und Ausflugsverkehr. Durch den Tideeinfluss verändern sich ständig Lage und Tiefe der Fahrwasser im Seegebiet, besonders das westlich der Insel gelegene Harle-Seegatt.
Daneben sind sie zuständig für den Schutz der Küstenfischerei und der Sportschifffahrt im Seegebiet an der Ausfahrt der Jade mit dem Wattgebiet bis zur unbewohnten Insel Minsener Oog im Osten. Bei medizinischen Notfällen erfolgt auch ein Transport von Erkrankten oder Verletzten, wenn diese weder per Fähre noch per Hubschrauber oder Flugzeug von der Insel zum Festland gebracht werden können. 
Für Hilfs- und Rettungseinsätze stehen sich die Boote der Nachbarstationen gegenseitig zur Verfügung:
- Boot der Seenotrettungsstation Langeoog
- Boot der Seenotrettungsstation Horumersiel

## Aktuelles Boot der Station

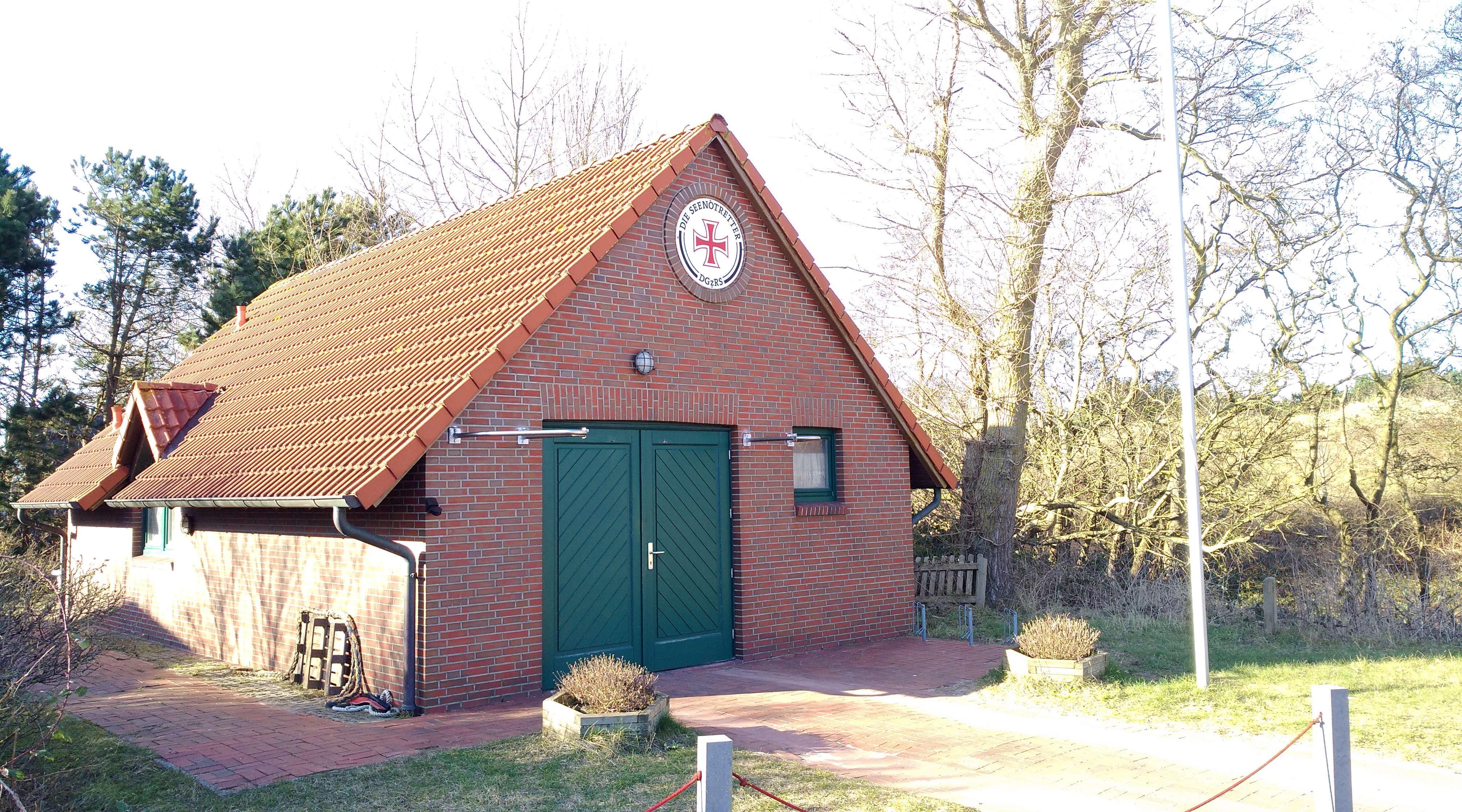
Neuer Rettungsschuppen von 1997

Das neuste Rettungsboot liegt seit 2017 im Fährhafen von Wangerooge; es wurde im April 2018 dort getauft. Die FRITZ THIEME hatte das Typschiff und etwas kürzere Modell dieser Klasse abgelöst. Der starke Motor mit 380 PS gestattet auch das Schleppen größerer Schiffe. Das vollkommen geschlossene Steuerhaus bietet der Besatzung und der eingebauten Technik guten Schutz vor Wind und Wellen. Unter Deck ist ausreichend Platz zur Unterbringung von Geretteten und die größere Plicht erleichtert das Abbergen durch Hubschrauber. Für medizinische Notfälle sind beispielsweise ein Defibrillator und ein Beatmungsgerät an Bord.
Für die freiwilligen Helfer der Insel steht seit 1997 ein neues Stationsgebäude am Westende des Dorfs. Damit die Mannschaft im Einsatzfall schnell von dort zum weit entfernten Hafen im Inselwesten gelangen kann, besitzt die Station seit 1981 ein geländegängiges Fahrzeug.

## Geschichte
Die erste Rettungsstation auf Wangerooge war 1862 durch den Bremischen Verein zur Rettung Schiffbrüchiger auf der Insel eingerichtet worden. Für die Seenotrettung stand ein Francis-Rettungsboot zur Verfügung. Nach Übernahme der Inselstation durch die DGzRS lieferte die Gesellschaft 1876 eins der neuen DGzRS-Boote, die ALICE VON HESSEN. Acht Jahre später kam das Boot in dem neu gebauten Schuppen nordöstlich des Ortes unter. 1895 brachte die Gesellschaft die FÜRSTIN BISMARCK zur Insel, die 1925 durch das Reserveboot gleichen Namens ersetzt wurde.
Ab 1939 standen der Station Motorrettungsboote (MRB) zur Verfügung, die wechselnd bis zur Aufgabe der Station 1959 auf der Insel blieben. Zwölf Jahre später musste die DGzRS 1971 wieder eine Station eröffnen, da die Freizeitschifffahrt stark zugenommen hatte. Damit wurden die Seenotrettungsboote im Hafen stationiert. Diese, wie auch die MRB, sind in der nachstehenden Tabelle enthalten.
| Stationierung von Motorrettungsbooten  | Stationierung von Motorrettungsbooten | Stationierung von Motorrettungsbooten | Stationierung von Motorrettungsbooten | Stationierung von Motorrettungsbooten | Stationierung von Motorrettungsbooten | Stationierung von Motorrettungsbooten | Stationierung von Motorrettungsbooten |
| Zeitraum                               | Schiffsname                           | Reg.-Nr.                              | Länge oder Klasse                     | Anz. Motoren ges. Leistung            | Geschw.                               | vorige Station                        | Verlegung nach oder Verbleib          |
| -------------------------------------- | ------------------------------------- | ------------------------------------- | ------------------------------------- | ------------------------------------- | ------------------------------------- | ------------------------------------- | ------------------------------------- |
| 1939 → 1942                            | JOHN KÖSTER                           | KR D 435                              | 8,50 Meter                            | 1 → 36 PS                             | 7,5 kn                                | Neubau                                | → Kriegseinsatz und Verlust           |
| 1940 → 1942                            | LÜBECK (I)                            | KR D 415                              | 11,85 Meter                           | 1 → 60 PS                             | 9,0 Kn                                | von Poel                              | → Poel                                |
| 1942 → 1957                            | LÜBECK (II)                           | KR B 203                              | 13-m-Serie                            | 1 → 150 PS                            | 8,5 Kn                                | von Borkum                            | → Friedrichskoog                      |
| 1957 → 1959                            | BORKUM                                | KR B 210                              | 14-m-Serie                            | 1 → 150 PS                            | 8,5 Kn                                | Neubau                                | → Wilhelmshaven                       |
| 1959                                   | Station aufgelöst                     | Station aufgelöst                     | Station aufgelöst                     | Station aufgelöst                     | Station aufgelöst                     | Station aufgelöst                     | Station aufgelöst                     |
| Stationierung von Seenotrettungsbooten |                                       |                                       |                                       |                                       |                                       |                                       |                                       |
| 1971 → 1977                            | GESINA                                | KRST 19                               | 7-m-Klasse (I)                        | 1 → 54 PS                             | 10,0 kn                               | Neubau                                | → Horumersiel                         |
| 1977 → 1999                            | WILHELM HÜBOTTER                      | KRST 25                               | 9-m-Klasse                            | 1 → 150 PS                            | 15,0 kn                               | Neubau                                | → Horumersiel                         |
| 1999 → 2017                            | WILMA SIKORSKI                        | SRB 47                                | 9,5-Meter-Klasse                      | 1 → 320 PS                            | 18 kn                                 | Neubau                                | → Norddeich                           |
| seit 2017                              | FRITZ THIEME                          | SRB 68                                | 10,1-Meter-Klasse                     | 1 → 380 PS                            | 18 kn                                 | Neubau                                | auf Station                           |

Quellen: 

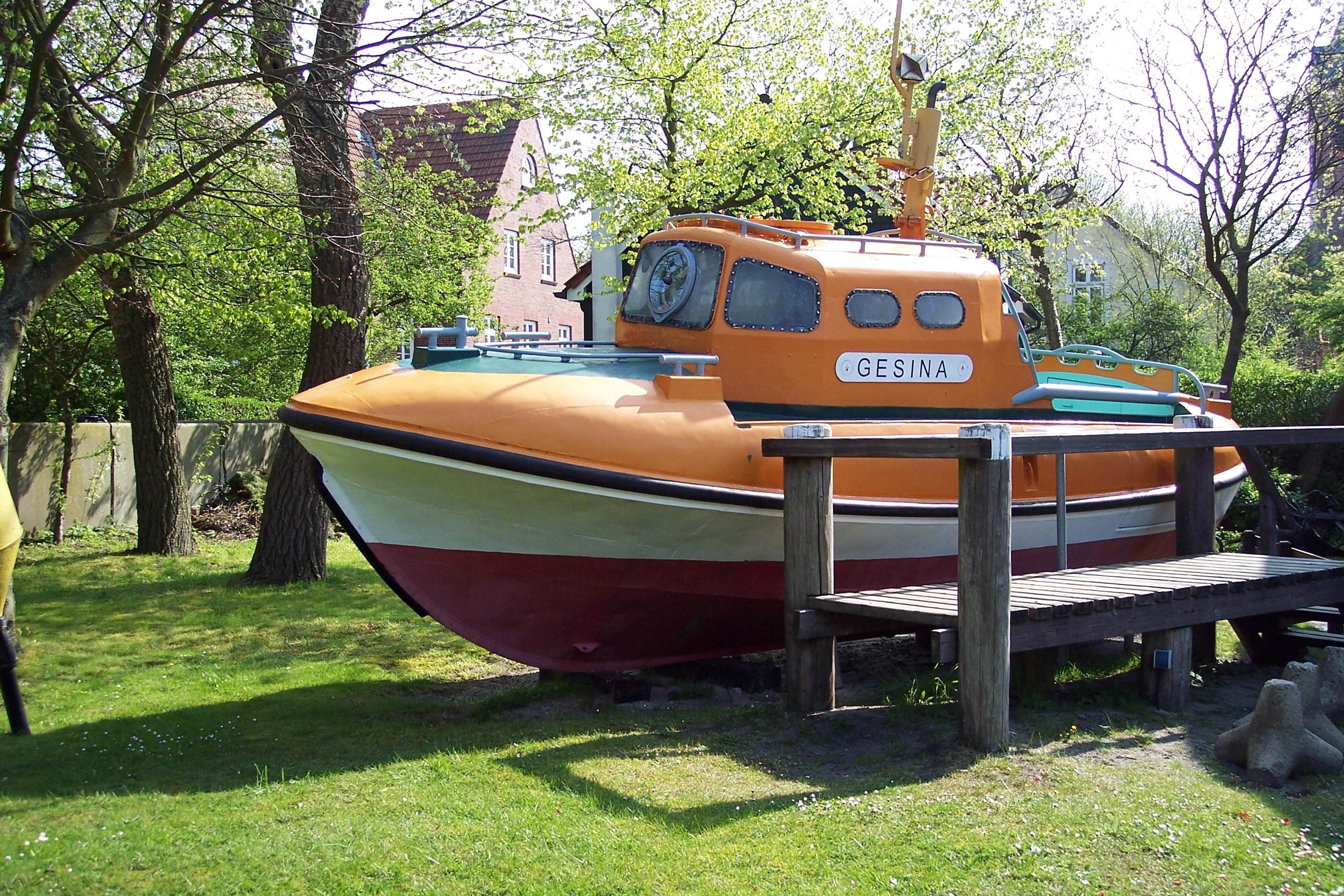
GESINA
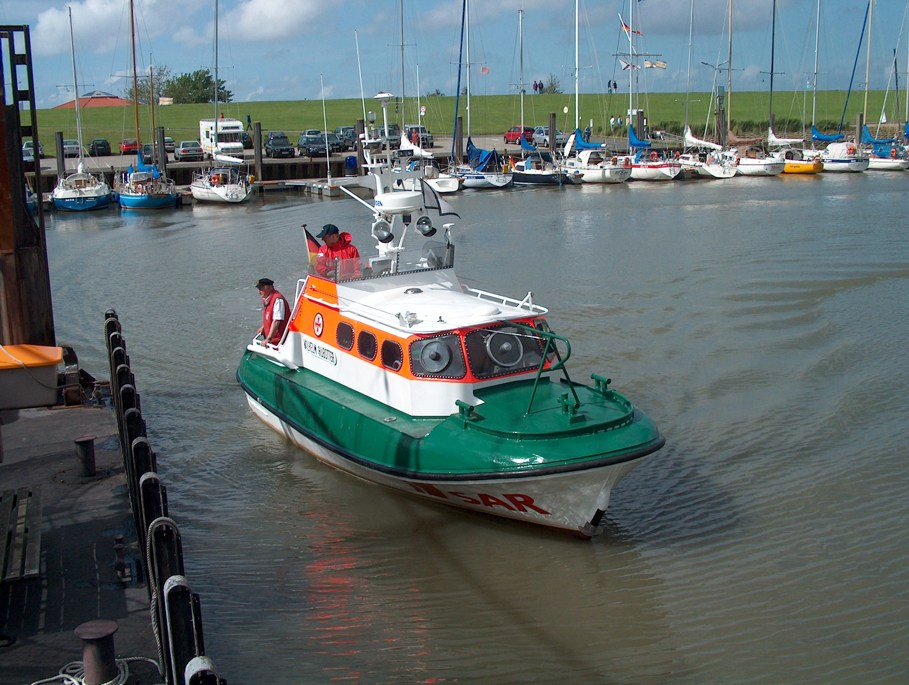
WILHELM HÜBOTTER
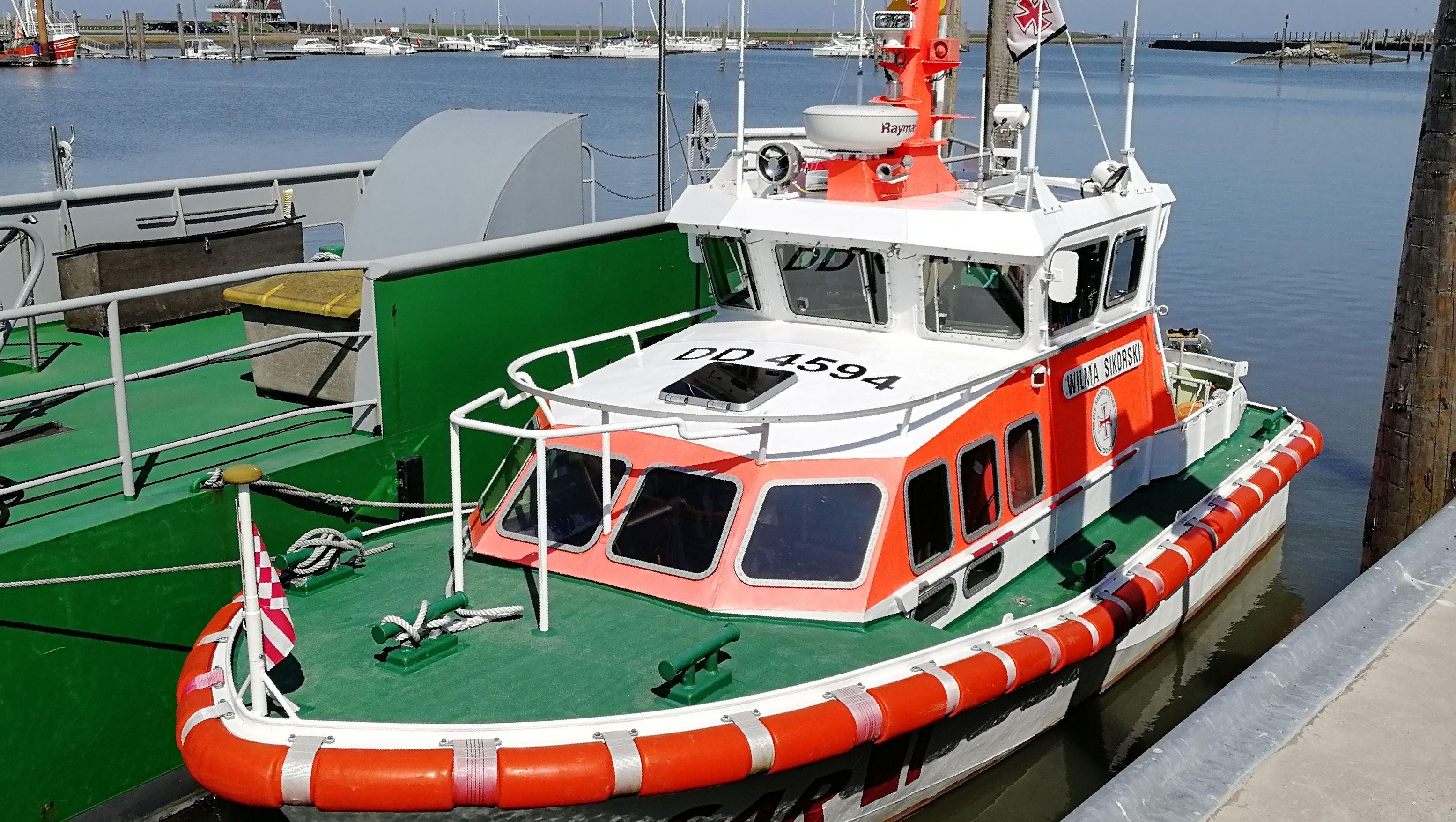
WILMA SIKORSKI

## Sonstiges
Die lange Geschichte der Station mit vielen spektakulären Einsätzen kann im Inselmuseum im Alten Leuchtturm in der Ortsmitte eingesehen werden. Dort vor dem Turm liegt das ehemalige Seenotrettungsboot GESINA von 1971. Das letzte Ruderrettungsboot FÜRSTIN BISMARCK (II) liegt ausgeschlachtet bei dem Verein „Historische Seenotrettung Horumersiel“ und soll restauriert werden.